# Ine Joris
Ine Joris (Antwerpen, 25 juli 2001) is een Belgisch basketbalspeelster. Ze zette haar eerste stappen bij KaBo. In 2022 werd ze verkozen tot Belofte van het jaar. Ze speelt sinds 2024 als Power Forward bij het Spaanse Fundación Ardoi (Fundación Navarra Baloncesto Ardoi) in Zizur Mayor. Sinds 2022 is ze actief voor het Belgisch nationaal basketbalteam, de Belgian Cats, en had in juni 2024 33 selecties bij de nationale ploeg.
Joris debuteerde bij de Belgian Cats in 2022 op het World Cup Qualifying Tournament in Washington D.C., en was bij de 2022 FIBA World Championships in Sydney toen ze daar vijfde werden en op de Olympische Spelen Parijs 2024.
In 2022 maakte ze op het Wereldkampioenschap 3x3 in Antwerpen deel uit van het Belgisch 3×3-basketbalteam.